# The visitor (album van Neil Young)
The visitor is een studioalbum van Neil Young & Promise of the Real. Het is het 38e studioalbum van de Canadese singer-songwriter en zijn tweede met Promise of the Real. Het album is opgenomen in de Shangri-La Studios van Rick Rubin en door Young samen met John Hanlon geproduceerd. 

## Tracklist
Alle muziek en teksten zijn geschreven door Neil Young. 
| Nr. | Titel               | Duur  |
| --- | ------------------- | ----- |
| 1.  | Already great       | 5:47  |
| 2.  | Fly by night deal   | 2:37  |
| 3.  | Almost always       | 4:50  |
| 4.  | Stand tall          | 5:13  |
| 5.  | Change of heart     | 5:54  |
| 6.  | Carnival            | 8:21  |
| 7.  | Diggin' a hole      | 2:33  |
| 8.  | Children of destiny | 3:24  |
| 9.  | When bad got good   | 2:00  |
| 10. | Forever             | 10:32 |